# Alfonso Lugo
Alfonso Lugo Orozco (Morelia, Michoacán, 16 de septiembre de 1978) es un cantante, músico, productor discográfico, locutor y compositor mexicano. Durante su carrera ha ganado algunos premios por su trabajo como locutor y productor, entre los que destacan el León de Bronce en el Festival Internacional de la Creatividad Cannes Lions, la Medalla de Oro en los Premios Círculo Creativo y el Gran Premio en el Sovas Voice Arts Awards, en los que además ha recibido catorce nominaciones.

## Biografía

### Primeros años y estudio
Lugo nació en Morelia en 1978. Desde una edad muy temprana empezó a interesarse por la música, aprendiendo la ejecución de la guitarra en su niñez. Inició su carrera en radio a mediados de la década de 1990, produciendo diversos programas en su ciudad natal mientras cursaba sus estudios universitarios. Más adelante se trasladó a São Paulo, Brasil para estudiar marketing y cursó estudios de producción musical en los Estados Unidos y en su país de nacimiento.

### Carrera

#### Productor y locutor
Luego de desempeñarse como cantante y músico en las bandas Azul Profundo y Dislexia en los años 1990, a mediados de la década de 2000 se vinculó profesionalmente con Televisa Radio y en 2007 produjo La hora nacional junto con Susana Moscatel, un programa radial semanal patrocinado por el Gobierno de México con contenido cultural y de interés general. Ese mismo año produjo y se desempeñó como ingeniero de audio en el cortometraje Las cartas de Jimena del cineasta Armond Cohen.
Entre 2008 y 2015 estuvo vinculado con Durazno 64 Audio, una empresa mexicana de producción musical que trabajó con marcas como Levi Strauss & Co., McAfee, Garnier, Nestlé, Telmex y PepsiCo. En 2012 fundó Pulpo Escafandra, una compañía encargada de producir contenido audiovisual en video, CGI y animación. Tres años después se convirtió en socio fundador del estudio de producción musical Pulp Music Co, con la que ha realizado campañas para empresas como MetroPCS y AT&T.
Ha trabajado como productor musical en comerciales para televisión, cine y radio, y ha sido la voz institucional para diversas empresas e instituciones como Burger King, Mercedes-Benz, Banamex, Instituto Tecnológico de Monterrey, Cruz Roja Mexicana y Bacardí. También ha participado como preparador de locución en diversos eventos internacionales.

#### Carrera musical
Antes de radicarse en los Estados Unidos, Lugo publicó los álbumes Homónimo (2003), Sol naciente (2005), En cámara lenta (2008), Sometimes (All I Want is You) (2009) y Beautiful Soul (2012). En territorio estadounidense retomó su carrera musical publicando en el año 2017 el sencillo «Dame más».
En enero de 2019 presentó la canción «Gravedad», cantada a dúo con la actriz y cantante Regina Blandón para el filme Mirreyes vs. Godínez. En agosto del mismo año publicó el sencillo «Loca», coproducido por Mario Marchetti, reconocido por su trabajo con Demi Lovato y Jennifer Lopez). En mayo de 2020 publicó un EP titulado Íntimo, y en diciembre de ese año presentó el sencillo «Stamina» con la cantante estadounidense Jasmine Crowe.
En febrero de 2021 publicó una nueva canción, titulada «Chocolate».

#### Su carrera como entrenador
Por cuestiones personales y familiares, Alfonso Lugo se vio en la necesidad de tomar cursos de superación personal que le han cambiado la vida, brindándole una perspectiva mucho más espiritual al agnosticismo que llevaba anteriormente. A partir de ese momento, comenzó a encontrar un balance que lo llevó a la necesidad de desarrollarse en un sentido integral: thetahealing, psicología transpersonal, constelaciones, clear sight y coaching ontológico. La combinación de estas capacitaciones le dieron la oportunidad de empezar a dar terapias y fue invitado por una compañía a ser parte de su personal de coaches. Después de un tiempo, se dio cuenta de que tenía el potencial de desarrollar más en profundidad temas de superación personal basado en todo su aprendizaje, lo que lo llevó a tomar la decisión de mudarse a los Estados Unidos para seguir creciendo, no solo en la parte musical y del arte de la voz, sino también en este ámbito de superación. En todo ese proceso, no nada más ha tomado terapias sino que las ha brindado con todo su conocimiento. Hoy en día, sus sesiones son una fusión de todo lo que ha aprendido a lo largo de todos estos años.

## Premios y reconocimientos
- Gran Premio en el Sovas Voice Arts por Best Spanish Voiceover, 2020[12]
- León de bronce en el Festival Internacional de la Creatividad Cannes Lions[1]
- Medalla de oro y bronce en los Premios Círculo Creativo[13]
- Gran Premio en el Festival El Ojo de Iberoamérica[1]

## Discografía

### Álbumes de estudio y EP
- Homónimo (2003)
- Sol naciente (2005)
- En cámara lenta (2008)
- Sometimes (All I Want is You) (2009)
- Beautiful Soul (2012)
- Íntimo (2020, EP)

### Sencillos
| Año  | Sencillo                 | Notas             |
| ---- | ------------------------ | ----------------- |
| 2017 | «Dame más»               |                   |
| 2018 | «Cae en la tentación»    |                   |
| 2018 | «Don't Buy me Roses»     | Ft. Goldi         |
| 2018 | «Gravedad»               |                   |
| 2019 | «Bésame»                 |                   |
| 2019 | «Yo te sigo»             | Ft. Morach        |
| 2019 | «Aunque me digas que no» | Ft. Jasmine Crown |
| 2019 | «Playita, playita»       |                   |
| 2019 | «Loca»                   |                   |
| 2020 | «Stamina»                | Ft. Jasmine Crown |
| 2021 | «Chocolate»              |                   |
| 2021 | «Hot AF»                 | Ft. E. Twiss      |
| 2021 | «Latinas»                | Ft. Vince Miranda |